# B’Day
B’Day — второй студийный альбом американской R&B-певицы Бейонсе Ноулз, выпущенный 4 сентября 2006 года на лейбле Columbia Records в сотрудничестве с Music World Music и Sony Urban Music. Его релиз совпал с двадцатипятилетием Ноулз. Альбом изначально планировалось выпустить в 2004 году, как продолжение её дебютного альбома Dangerously in Love (2003), однако проект был приостановлен из-за записи финального студийного альбома группы Destiny’s Child под названием Destiny Fulfilled и главной роли в фильме «Девушки мечты» 2006 года.

## Об альбоме
После отдыха от съёмок в фильме «Девушки мечты» Бейонсе завязала знакомства со многими продюсерами; она использовала технические приёмы для быстрой записи и закончила работу над B’Day за три недели. На запись лирики альбома вдохновила роль Ноулз в фильме, музыкальный стиль простирается от  фанка и баллад до элементов современного урбана, таких как хип-хоп и R&B.  Для записи многих треков альбома использовались живые инструменты.
"B'Day" дебютировал с первого места  в чарте Billboard 200, продавшись в количестве 541000 копий на первой неделе, и был сертифицирован трижды платиновым  по данным RIAA. Альбом имел успех на международном музыкальном рынке и  три мировых хита «Déjà Vu», «Irreplaceable» и «Beautiful Liar». После своего релиза B’Day получил в основном положительные отзывы от многих музыкальных критиков и заработал для Ноулз несколько музыкальных наград, включая премию «Грэмми» за «Лучший Современный R&B Альбом» на 49-й церемонии «Грэмми».

### Предпосылка

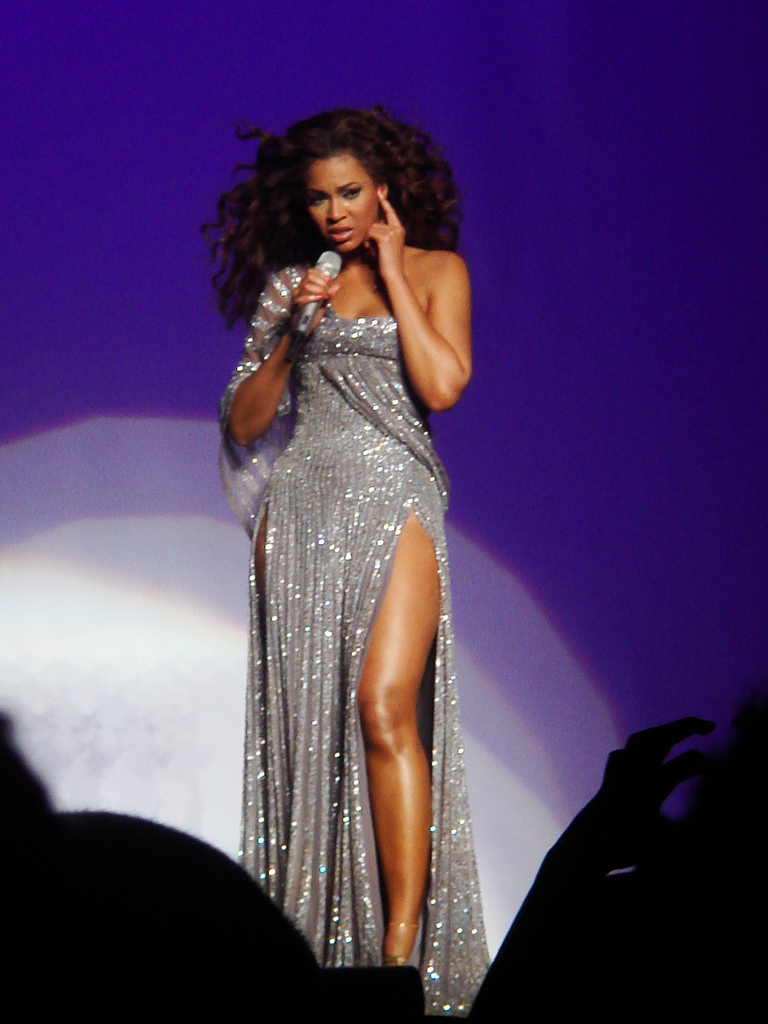
Ноулз поёт «Listen», которой была вдохновлена после роли в фильме «Девушки мечты»

В 2002 у Ноулз продуктивно работала в студии над дебютным альбомом Dangerously in Love, записав для него около 45 песен. После релиза Dangerously in Love в 2003 году Ноулз планировала записать продолжение альбома, в который включить не вошедшие в первый альбом песни, однако 7 января 2004 года представитель звукозаписывающего лейбла Columbia объявил, что Ноулз отложила свои планы для того, чтобы сконцентрироваться на записи финального студийного альбома Destiny Fulfilled своей группы Destiny’s Child и для исполнения американского национального гимна на Супербоуле XXXVIII в Хьюстоне, которое было её детской мечтой. В конце 2005 Ноулз решила отложить запись второго альбома, потому что получила главную роль в фильме-адаптации 1981 года бродвейского мюзикла, выигравшего премию «Тони», «Девушки мечты». Ноулз решила подождать, пока не закончатся съёмки фильма, и только потом вернуться на студию, о чём рассказала в интервью журналу Billboard: «Я не собираюсь писать альбом, пока не закончу с фильмом».
После месячного отдыха от съёмок фильма «Девушки мечты» Ноулз вернулась в студию, чтобы возобновить работу над альбомом. Она сказала: «[Когда закончились съёмки фильма], у меня было столько не выраженных вещей, так много эмоций, так много идей»; — это побудило её начать работать над альбомом, не сообщив об этом отцу-менеджеру Мэттью Ноулзу. Бейонсе хранила в тайне работу над записью альбома, об этом знали только Макс Гаус, отвечающий за поиск исполнителей, и команда продюсеров, участвующих в создании альбома. Ноулз начала работать с писателями-продюсерами Ричем Харрисоном, Родни Джеркинсом и Шоном Гарреттом. Она также сотрудничала с несколькими студийными личностями: Камером Уоллэсом; the Neptunes, норвежским производственным дуэтом «Stargate», американским хип-хоп продюсером-рэпером Swizz Beatz и Уолтером Милсапом. Две писательницы были также включены в производственную команду и помогли сформировать альбом: кузина Ноулз — Анжел Бейинсе, которая прежде работала над Dangerously in Love и предприимчивая писательница Макеба Риддик, которая попала в команду после написания песни «Déjà Vu», главного сингла альбома.

### Запись
Под влиянием метода Jay-Z: одновременного сотрудничества с многочисленными записывающими продюсерами, Ноулз арендовала Sony Music Studios целиком в Нью-Йорке и завербовала Харриссона, Джеркинса и Гарретта, дав каждому по студии. Во время сессий Ноулз переезжала из студии в студию, чтобы проверить прогресс продюсеров, позже весело назвав это «здоровой конкуренцией» среди продюсеров. Когда Ноулз представила потенциальную песню, она сказала группе, которая посовещалась, и после трёх часов песня была создана. В то время, как Ноулз и команда разбирались со словами, другие сотрудники, такие как Neptunes, Джеркинс и Swizz Beatz одновременно продюсировали треки. Они иногда работали до 11 часов вечера, работая 14 часов в день во время процесса записи. Ноулз была соавтором и сопродюсером всех песен альбома. Макеба Риддик из MTV News позже сказала об опыте создания:
У неё было множество продюсеров на Sony Studios. Она заняла всю студию, у неё там были самые крутые и самые лучшие продюсеры. Мы с ней были в одной комнате, мы начали сотрудничать с одним продюсером, а потом она пошла и начала работать с другим продюсером. Мы скакали из одной комнаты в другую и работали с различными продюсерами. Это был определённо производственный процесс.
Макеба Риддик
Swizz Beatz был сопродюсером четырёх песен альбома, самое большое количество от одного продюсера из команды. Ноулз писала по три песни за один день, закончив запись за три недели. B’Day, посвящённый дню рождению Ноулз, был закончен за три недели, хотя планировалось за шесть. Для альбома было сделано 25 песен; 10 были выбраны для трек-листа и закончены в начале июля.

## Музыка

### Стиль и темы
B’Day музыкально был изготовлен из различных американских жанров, и корнями, как и предыдущий альбом, ушёл в элементы современного урбана, включая R&B и хип-хоп. Некоторые песни в стиле 70-х и 80-х, инспирированы через запись семплирования. «Suga Mama», которая использует блюзово-гитарное семплирование из «Searching for Soul» группы Jake Wade and the Soul Searchers напоминает стиль фанка 1970-х и мелодию под влиянием гоу-гоу 1980-х. «Upgrade U» взята из песни 1968 года «Girls Can’t Do What the Guys Do» Бетти Райт. «Resentment», напротив, использовал песню 1972 года «Think (Instrumental)» Кёртиса Мэйфилда, с саундтрека Суперфлай. У «Déjà Vu» влияние 70-х, «Green Light» — это классика грува, а в «Get Me Bodied» присутствует протяжный звук, музыкальный стиль, произошедший из Техаса.
Ноулз сделала сама большинство песен в B’Day посредством живой инструментовки. В песне «Déjà Vu» использована бас-гитара, конга, хай-хет, горны и 808. В интервью Ноулз сказала: «Когда я записала 'Déjà Vu', я знала, что даже до того, как я начну работать над альбомом, я хотела добавить живую инструментовку во все мои песни…» Хотя «Déjà Vu» использует консерваторские горны, другие песни, как «Ring the Alarm», используют ударные, а в «Irreplaceable» присутствует гитарная мелодия.
Большая часть темы и музыки в альбоме была инспирирована ролью Ноулз в фильме Девушки мечты. Сюжет фильма сосредоточен на «The Dreams», выдуманной группе 60-х из трёх певиц, у которых поменялась ситуация после того, как они нашли менеджера-манипулятора Кёртиса Тэйлора. Ноулз изображает Дину Джонс, главную певицу группы и жену Тэйлора, и постоянно оскорбляемую им. Из-за роли Ноулз была вдохновлена создать альбом с доминирующей темой феминизма и расширения прав и возможностей женщин. Ноулз рассказала о бонусном треке «Encore for the Fans»: «Из-за того, что я была вдохновлена Диной, я написала песни, которые говорили все те вещи, которые я бы хотела, чтобы она сказала в фильме».

### Содержание песен
«Déjà Vu» при участии рэпа Jay-Z, — это первый трек B’Day. Является главным синглом, он был выпущен в июле 2006 и имел смешанные отзывы. Сингл достиг шестой строки в США и первой в Великобритании. В ретро-клипе в стиле 60-х «Get Me Bodied» участвуют бывшие участницы группы Келли Роулэнд и Мишель Уильямс, а также сестра Соланж Ноулз. Это второй трек альбома и пятый сингл, выпущенный в США. У «Get Me Bodied» были самые низкие позиции в чартах США, достигнув пика в Billboard Hot 100 ниже топ-50. «Suga Mama» — это третий трек; в клипе на него Ноулз катается на механическом быке. Содействующий сингл «Upgrade U» — это четвёртый альбомный трек. Другое сотрудничество с Jay-Z, слова рассказывают о роскоши. Ноулз замещает Jay-Z в его большей части в клипе.
Второй сингл альбома «Ring the Alarm» указывает на использование сирен в своей мелодии. Она была названа песней, которая «показывает более энергичную резкость звучания Бейонсе». Сингл был выпущен 3 октября, и стал самым высоким дебютом в чате, открыв 12 позицию в Billboard Hot 100. «Kitty Kat» — это шестой трек альбома; в клипе Ноулз с гигантской кошкой. «Freakum Dress», следующий трек, — это крещендо, которое использует двух-нотный рифф и быстрый ритм. Песня «советует женщинам, чьи партнёры не смотрят на них, надеть сексуальное платье и тереться об парней в клубе, чтобы возобновить любовь». Ноулз сделала клип для песни, чтобы объяснить, что такое «Freakum Dress», используя женщин различных возрастов, рас и размеров, вместе с тридцатью металлическими платьями, использованными в производстве.
«Green Light» — это восьмой трек, и был выпущен вне США. В нём использовано звучание «а-ах-ах-ах» и металлические удары — прямой отголосок «Crazy in Love». Снятый за три дня клип запомнился для Ноулз мозолистыми ступнями и спазмами мышц из-за ношения шпилек по 18 часов на съёмках; Ноулз посчитала, что это были самые нелёгкие съёмки клипа. «Irreplaceable» — девятый трек альбома, выпущенный третьим синглом в США anи вторым вне Северной Америки. Заработав позитивные отзывы от критиков, «Irreplaceable» был самым успешным синглом альбома, оставаясь в Billboard Hot 100 на первой строке 10 недель подряд. В клипе на сингл сделала своё дебютное появление её женская группа, Suga Mama. Баллада (и кавер-версия Виктории Бекхэм) «Resentment», которая была рассмотрена как «слишком громкое нытьё» — последний трек альбома.

## Релиз и промоушен

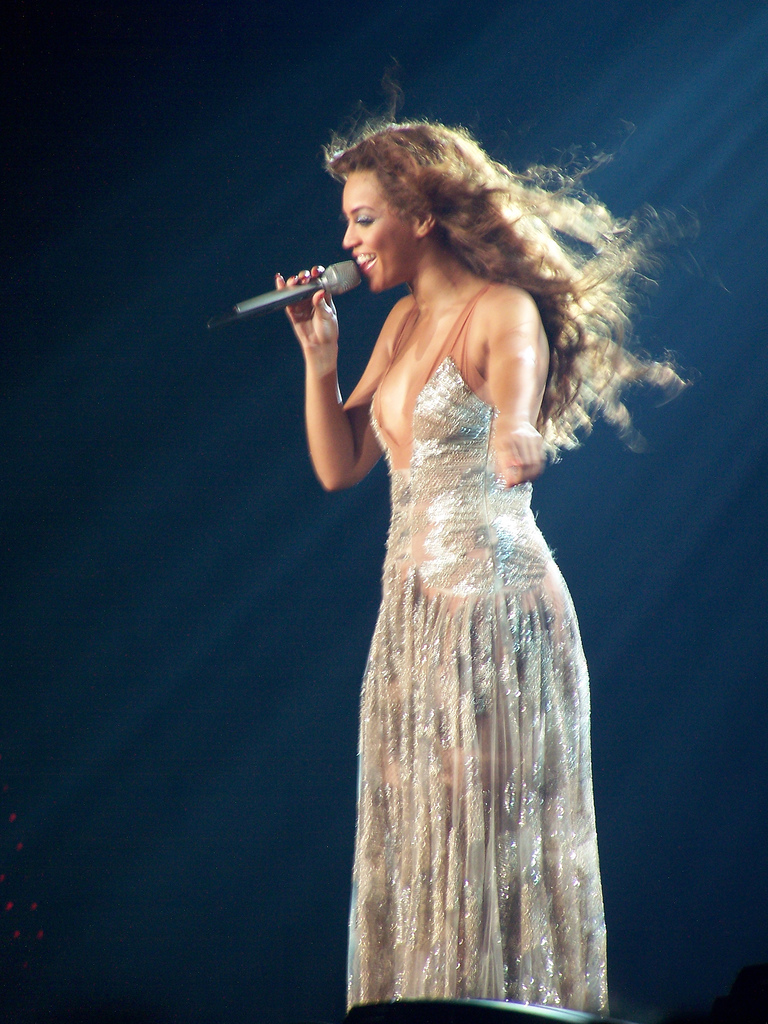
Ноулз исполняет «Flaws and All», песня включена в подарочное издание B’Day

B’Day был выпущен посредством Columbia Records в сотрудничестве с Sony Urban Music и Music World Music 4 сентября 2006, что совпало с двадцатипятилетием Ноулз. впоследствии он был выпущен 5 сентября в Америке.
Расширенное двухдисковое подарочное издание альбома было выпущено 3 апреля 2007, через семь месяцев после оригинального выпуска. Он был выпущен 23 апреля в Великобритании. В отличие от оригинального трек-листа, в это издание включены пять новых треков, среди них «Beautiful Liar», в дуэте с колумбийской певицей Шакирой; сингл вошёл в историю Billboard, передвинувшись на 91 позицию с 94 строки на 3 7 апреля 2007 года. «Amor Gitano» или «Цыганская любовь» — это фламенко-поп дуэт с мексиканским певцом Алехандро Фернандесом, саундтрек к теленовелле «El Zorro» компании Telemundo, включён в новую версию с несколькими испаноязычными записями. Идея записи песен на иностранном языке пришла после сотрудничества группы с Алехандро Сансом для «Quisiera Ser». Ноулз работала с продюсером Руди Пересом для этих записей.
Одновременно был выпущен B'Day Anthology, с 10 клипами, включая режиссёрскую версию «Listen» и расширенный ремикс «Get Me Bodied». Большинство клипов из её быстроритмичных треков; многие в стиле ретро: цвета и чёрные волосы, которые Ноулз думала, что понравятся её персонажу Дине. Съёмки клипа были закончены за 2 недели. В начале DVD был доступен на Wal-Mart, но позже был выпущен на другие рынки. Другие выпуски второго издания в других странах не включали испаноязычные песни, вместо них были 10 клипов на DVD.

### Синглы
Официальные синглы
- «Déjà Vu» был выпущен главным синглом альбома в июле 2006. Хотя он был признан «Лучшей Песней» на 2006 Music of Black Origin (MOBO) Awards, «Déjà Vu» получил смешанные отзывы от критиков. Сингл вошёл в топ-10 многих чартов мира, достигнув верхушки некоторых составляющих чартов Billboard и первой строки в Великобритании.
- «Ring the Alarm» был выпущен только в США вторым синглом со смешанными отзывами. Сингл дебютировал на 12 строке в Billboard Hot 100, став самым высоким дебютом Бейонсе за всю её музыкальную карьеру. Он достиг 11 строки в Hot 100, став её первым сольным синглом, не попавшим в топ-10, и был вторым синглом, выпущенным в США синглом с самыми низкими позициями в чарте с B’Day после «Get Me Bodied», достигшим пика на 68 строке. Песня была номинирована на 49th Grammy Awards. Клип на сингл был инспирирован фильмом 1992 года Основной инстинкт.
- «Irreplaceable» был выпущен 5 октября 2006 в США третьим синглом, и вторым на многих международных рынках. «Irreplaceable» имел мировой успех, став для Ноулз вторым самым продаваемым синглом в её сольной карьере после «Crazy in Love» и самым успешным релизом с B’Day. Сингл хорошо появился в американском Billboard Hot 100, оставаясь на верхушке чарта 10 недель подряд. Мультиплатиновый «Irreplaceable» — это самый продаваемый сингл в США в 2007 году и 25-я самая успешная песня 2000-х гг., согласно Billboard Hot 100 Songs of the Decade[38]. Rolling Stone поместил её на 60 место в своём списке «100 Лучших Песен Декады 2000—х гг.»[39].
- «Beautiful Liar», в сотрудничестве с певицей Шакирой, был первым синглом, выпущенным с подарочного издания. Он отличился тем, что у него был самый большой подъём в американском Billboard Hot 100 до 2008 года. Трек выиграл на 2007 MTV Video Music Award в категории «Самый Изумительный Союз». В 2008 песня была награждена Ivor Novello Award в категории «Самая Продаваемая Британская Песня». Испанская и английская микшированные версии песни были изготовлены под названием «Bello Embustero».
- «Get Me Bodied» был выпущен 10 июля 2007. Песня достигла 68 строки в Billboard Hot 100, став синглом, выпущенным в США с самыми низкими позициями в чарте. Песня была позитивно принята современными критиками. «Get Me Bodied» был номинирован на VH1 Soul VIBE Awards Special в категории «Видео Года». В клипе к синглу присутствуют визуальные элементы и хореография, инспирированная The Frug из фильма-адаптации Боба Фосса бродвейского мюзикла Милая Чарити; в клипе участвуют Соланж, Роулэнд и Уильямс.

Другие песни
- «Upgrade U» был выпущен в США только как содействующий сингл. Он получил смешанные отзывы от критиков и достиг 59 строки в американском чарте Billboard Hot 100 и 11 строки в американском чарте Billboard Hot R&B/Hip-Hop Songs.
- «Listen» был выпущен главным синглом с саундтрека фильма 5 декабря 2006 в США, появившись как скрытый трек на международных изданиях второго студийного альбома Ноулз B’Day, а также появился в подарочном издании B’Day. Испанская версия «Oye» была выпущена на EP Irreemplazable и на втором диске испанского подарочного издания B’Day. «Listen» имел успех у критиков, и выиграл «Лучшую Оригинальную Песню» на 2007 Ежегодном Critics' Choice Awards. Он также был номинирован на 2007 Academy Award в категории «Лучшая Песня».
- «Green Light» планировалось выпустить вторым синглом альбома B’Day, после главного сингла «Déjà Vu». Бейонсе нацелила трек на международный рынок; но выбрала «Ring the Alarm» вторым синглом, у которого были слабые позиции в чарте[40]. Сингл был выпущен в Великобритании 30 июля 2007 пятым синглом после «Beautiful Liar»[41]. Вместе с релизом сингла ремиксованный EP Green Light: Freemasons EP был выпущен 27 июля 2007 в цифровом формате[42]. Песня получила позитивные отзывы от критиков. Благодаря высокой ротации на радио ремикса Freemasons практически сразу песня поднялась на 60 мест к 17 строке на следующей неделе, а потом на 12, став для Ноулз её одиннадцатым хитом топ-20 в Великобритании. «Green Light» стал синглом для Ноулз с самыми высокими чартовыми позициями, основываясь только на цифровых загрузках беспрецедентно в UK Singles Chart. Freemasons Remix также дебютировал на #18 в Dutch Top 40.

### Тур
В середине 2006 года Ноулз нашла женскую группу для её тура 2007 года The Beyoncé Experience, чтобы продвинуть альбом. Она провела прослушивание для клавишников, басистов, гитаристов, горнистов, ударников и барабанщиков по всему миру. Посетив более 90 мест, Ноулз отправилась в тур по Японии 10 апреля 2007 года и закончила его 30 декабря 2007 в Лас-Вегасе.

## Реакция

### Коммерческое выступление
B’Day достиг пика на первой строке в Billboard 200, официальном альбомном чарте в США 23 сентября 2006 года, став самым высоким дебютом в чарте. Альбом стал для Ноулз вторым альбомом с самыми высокими позициями в чарте со времён Dangerously in Love, который держался на верхушке чарта также в своём дебюте. Альбом расширил объём продаж до 541,000 проданных единиц после недели релиза на 224,000 выше, чем проданные 317,000 у Dangerously in Love, но на 122,000 меньше, чем у альбома Survivor бывшей группы, заработав 663,000 в начале релиза. Согласно Nielsen SoundScan, музыкальному источнику данных, у B’Day были самые продаваемые позиции в чарте со времён 10,000 Days группы Tool, продав 564,000 копий в мае в того же года. Одновременно B’Day также появился в чарте на первой позиции в Billboards в Top R&B/Hip-Hop Albums, а позже в Billboard Top Internet Albums. Альбом, однако, не смог держаться долго на верхушке чарта после FutureSex/LoveSounds (2006) Джастина Тимберлейка, переместившего на следующей неделе. В 2006 году альбом был сертифицирован трижды платиновым по данным Recording Industry Association of America. B’Day стал 38 американским самым продаваемым альбомом в 2006 году.
Хотя появление альбома в чарте стало нестабильным, релиз подарочного издания помог дойти до топ-10; он был распродан 214,000 копиями со времени релиза в начале апреля. После первой недели нового релиза 63 позиция альбома передвинулась на 3 строку, и он снова вошёл в чарт Top R&B/Hip-Hop Albums первой строкой. По подсчётам он был распродан 126,000 копиями, с увеличением объёма продаж на 903 процента. 16 апреля 2007 года Recording Industry Association of America снова сертифицировала B’Day трижды платиновым, прибавив продажи оригинального альбома B’Day к подарочному выпуску B’Day. После двух лет в чарте было объявлено, что альбом 170-й самый продаваемый альбом в 2008 в США.
В международном масштабе B’Day заработал больше позитивных отзывов. В Великобритании B’Day дебютировал третьей строкой 11 сентября 2007 года, продав 35,000 копий на первой неделе. Так как альбом появился в Ирландии на том же месте, он не достиг большей позиции и оставался в чарте 38 недель. The British Phonographic Industry сертифицировал B’Day платиновым за продажи 300,000 копий, с 2009 года вместе с продажами подарочного издания B’Day альбом был распродан около 502,253 копиями в Великобритании. По ту сторону Океании у B’Day был такой же приём в Australian Albums Chart и New Zealand Albums Chart в обоих на 8 строке на той же неделе, 11 сентября 2006 года. Он держался на той же позиции 2 недели в Новой Зеландии. B’Day оставался в чартах 20 и 25 недель соответственно.

### Отзывы критиков
| Оценки критиков      | Оценки критиков |
| Источник             | Оценка          |
| -------------------- | --------------- |
| Allmusic             | [ 17 ]          |
| Роберт Кристгау      | (5-)            |
| Entertainment Weekly | (4+)            |
| Los Angeles Times    | [ 57 ]          |
| The New York Times   | (смешанные)     |
| Pitchfork Media      | (7.2/10)        |
| PopMatters           | (6/10)          |
| Rolling Stone        | [ 61 ]          |
| Slant Magazine       | [ 62 ]          |
| USA Today            | [ 63 ]          |

После релиза альбом получил в общем позитивные отзывы от многих музыкальных критиков, основанных на итоговом счёте 70/100 от Metacritic. Билл Ламб из About.com похвалил B’Day за то, что выпустил «работу женщины с очагом, энергией, эмпатией и вокальной мощью в избытке», дав ему 4,5 звезды из 5. Джоди Роузен из Entertainment Weekly заметила, что «песни [в альбоме] появляются с огромным порывом ритма и эмоций, голос Бейонсе плывёт через громыхающий ритм», дав альбому 4+. Джона Вайнер из журнала Blender утвердила альбому 4 звезды за «производство быстрого ритма, от которого на танцполе всегда будет жарко». Гэйл Митчелл из журнала Billboard написал, что «думая [об альбоме], с которым она легко справилась с творческой страстностью, к счастью, не боится расширить границы лирически и музыкально». Сэл Кинкмэни из Slant заметил, что «B’Day — это воспоминание Ноулз о группе на пике их коммерческого успеха».
Однако некоторые критики нашли произведение слабым. Роджер Фридман из Fox News дал альбому негативный обзор и заявил, что «результат стольких многих поваров на кухне … — это … Бейонсе подаёт [смесь из] … пронзительного пения и исключительно немелодичных песен. Брайан Хайатт из журнала Rolling Stone заявил, что „хотя основная часть диска в быстром темпе и полна нескончаемой энергии, некоторые из более ритмичных треков кажутся недоготовленными в плане гармонии и мелодичности, с хуками, которые и в подмётки не годятся 'Crazy in Love' или лучшим хитам Destiny’s Child“. Сара Родман из Boston Globe, однако, заявила, что производственная команда помогла Ноулз „сосредоточиться на более резких треках в быстром ритме, которые направили её сопрано в новые места“. Майк Джозеф из PopMatters заявил, что „альбом целостен“, но из-за его быстрого производства он сам себе противоречит: „помимо его относительно короткого времени работы, он звучит подозрительно недоделанным“. В своём гиде покупателя для MSN Music критик Роберт Кристгау дал B’Day оценку в 5 баллов и написал одобрительно о теме его песен относительно роскоши и полномочий, заявив: „В большинстве из них она обижена, но все равно под контролем, потому что у неё так много денег“. Дав альбому 4 из 5 звёзд, Энди Келлман из Allmusic заявил, что „спешность“ Ноулз в альбоме сделало „песни без глянцевой элегантности“, как у of „Me, Myself and I“ или „Be with You“; однако он добавил: „ в этом альбоме нет ничего отчаянного или слабого“. Кэролин Салливан из The Guardian написала одобрительно о женской теме альбома, заявив: „В отличие от нескольких поп-R&B пустышек, нет такой уж большой неприязни к B’Day“.
Альбом был номинирован на Грэмми, включая „Лучший Современный R&B Альбом“, „Лучшее Женское R&B Вокальное Исполнение“ за „Ring the Alarm“, „Лучшая R&B Песня“ за „Déjà Vu“, „Лучший Рэп/Поющий Союз“ за „Déjà Vu“, „Самый Лучший Ремикс, Неклассический“ за „Déjà Vu“ (Freemasons club mix — no rap) (ремиксованный Расселом Смолом Джеймсом Уилтширом). B’Day выиграл „Лучший Современный R&B Альбом“ на 49th Grammy Awards в 2006 году. На следующий год B’Day получил номинации на Грэмми в категории „Запись Года“ за „Irreplaceable“ и „Лучший Поп Союз“ за „Beautiful Liar“. Она также получила номинацию на Грэмми за работу в Девушках мечты.

### Конфликты
Через три недели после релиза подарочное издание и видеоантология DVD на время исчезли из розничных магазинов. Было заведено уголовное дело по факту пункта контракта о „Still in Love (Kissing You)“, версии оригинальной песни „Kissing You“ британской певицы Des'ree. Помимо того, что она не должна включаться в альбом, в иске Des’ree также требовалось, чтобы название песни не было изменено и не был сделан клип. После нарушенного пункта в текущей версии нового релиза трек не был включён.
После иллюстрации B’Day, включающей обложку „Ring the Alarm“, разногласия увеличились, после того как Ноулз использовала аллигаторов во время фотосъёмки. Ноулз призналась, что использовала животных, и завязать им рот была её идея. PETA, организация по правам животным, которая прежде враждовала с ней, после того как она использовала настоящий мех в своей линии одежды, связалась с биологом, который после написал ей письмо:
Как специалист по рептилиям и благосостоянию я спешу рассказать вам о вашей проблеме с ужасным детёнышем аллигатора для вашей новой обложки. Люди и аллигаторы в природе не дружат и вы двое не должны сходиться на таком мероприятии как фотосъёмка. На мой взгляд, проделывать такое с животным, наверное, всё-таки жестоко.
В 2007 году Ноулз появилась на билбордах и газетах по всей Америке, показывая, как она держит мундштук в стиле ретро. Взятое с задней обложки B’Day, изображение спровоцировало реакцию некурящего движения, заявив, что ей не нужно было добавлять мундштук, „чтобы сделать её появление более утончённым“.

## Список композиций
| №   | Название                      | Автор(ы)                                                                                   | Длительность |
| --- | ----------------------------- | ------------------------------------------------------------------------------------------ | ------------ |
| 1.  | «Déjà Vu» (при участии Jay-Z) | Бейонсе Ноулз, Родни Джеркинс, Делиша Томас, Макеба, Кели Николь Прайс, Шон картер         | 3:59         |
| 2.  | «Get Me Bodied»               | Б. Ноулз, Kasseem "Swizz Beatz" Dean, Шон Гарретт, Макеба, Анжела Бейинсе, Солнаж Ноулз    | 3:25         |
| 3.  | «Suga Mama»                   | Б. Ноулз, Рич Харриссон, Макеба, Чак Мидлтон                                               | 3:24         |
| 4.  | «Upgrade U» (featuring Jay-Z) | Б. Ноулз, МК, Макеба, Гарретт, Бейинсе, Картер, Уилли Коарк, Кларенс Рейд, С. Ноулз        | 4:32         |
| 5.  | «Ring the Alarm»              | Б. Ноулз, Дин, Гарретт                                                                     | 3:23         |
| 6.  | «Kitty Kat»                   | Б. Ноулз, Фарелл Уильямс, Картер                                                           | 3:55         |
| 7.  | «Freakum Dress»               | Б. Ноулз, Харриссон, Макеба                                                                | 3:20         |
| 8.  | «Green Light»                 | Б. Ноулз, Уильямс, Гарретт                                                                 | 3:29         |
| 9.  | «Irreplaceable»               | Шаффер Смит, Б. Ноулз, Миккель С. Эриксен, Тор Эрик Хермансен, Эспен Линд, Амунд Бьорклунд | 3:49         |
| 10. | «Resentment»                  | Б. Ноулз, Уолтер У. Милсэп III, Кэндис К. Нельсон, Кёртис Мэйфилд                          | 4:40         |

| №   | Название                                                                                                | Автор(ы)                                          | Длительность |
| --- | --- | ------------------------------------------------- | ------------ |
| 11. | «Back Up»                                                                                               | Б. Ноулз, Р. Джеркинс, Смит Шаффер, Тэйлор Роберт | 3:27         |
| 12. | «Lost Yo Mind»                                                                                          | Дин Кассим, С. Гарретт, Б. Ноулз                  | 3:47         |
| 13. | «Creole» (Японский бонусный трек)                                                                       | Ричард Харриссон, Макеба Риддик                   | 3:53         |
| 14. | «Check on It» (при участии Bun B и Slim Thug) Европейский, японский и латиноамериканский бонусный трек) | Б. Ноулз, Дин, Гарретт, Бейинсе, Стэйв Томас      | 3:32         |
| 15. | «Encore for the Fans» (Европейский, японский и латиноамериканский бонусный трек)                        |                                                   | 10:15        |

- Примечания
  -  „Encore for the Fans“ содержит: „Encore for the Fans“ (Интерлюдия), „Listen“ & „Get Me Bodied“ (Extended Mix)

### Подарочное издание
| Disc one (CD)B’Day 1. „Beautiful Liar“ с Шакирой — 3:19 2. „Irreplaceable“ — 3:47 3. „Green Light“ — 3:30 4. „Kitty Kat“ — 3:55 5. „Welcome to Hollywood“ — 3:18 6. „Upgrade U“ при участии Jay-Z — 4:33 7. „Flaws and All“ — 4:08 8. „Still in Love (Kissing You)“ — 4:35 - Позднее заменён на „If“ (Смит, Эриксен, Хермансен, Ноулз) — 3:18 9. „Get Me Bodied“ (Extended Mix) — 6:19 10. „Freakum Dress“ — 3:21 11. „Suga Mama“ — 3:25 12. „Déjà Vu“ при участии Jay-Z — 4:00 13. „Ring the Alarm“ — 3:23 14. „Resentment“ — 4:42 15. „Listen“ — 3:39 16. „World Wide Woman“ — 3:42 | Диск второй (DVD)B'Day Anthology Video Album 1. „Beautiful Liar“ с Шакирой 2. „Irreplaceable“ 3. „Kitty Kat“ 4. „Green Light“ 5. „Upgrade U“ при участии Jay-Z 6. „Flaws And All“ 7. „Get Me Bodied“ (Extended Mix) 8. „Freakum Dress“ 9. „Suga Mama“ 10. „Déjà Vu“ при участии Jay-Z 11. „Ring the Alarm“ 12. „Listen“ (Запись концертного выступления) |

## Над альбомом работали
| - Исполнительные продюсеры: Бейонсе Ноулз и Мэтью Ноулз - Менеджер по подбору кадров: Мак Гусс и Мэтью Ноулз - Менеджмент: Мэтью Ноулз - Маркетинг: Квинси С. Джексон - Управляющий менеджер по подбору новых исполнителей: Юлия Кнапп - Административный менеджер по подбору новых исполнителей: Эйприл Болдуин - Координирующий менеджер по подбору новых исполнителей: Аарон Брогер - Арт-директора: Эрвин Горосита и Фусако Чубачи | - Дизайн: Fusako Chubachi - Фотография: Max Vadukul - Дизайн логотипа: ILoveDust - Стилист: Тина Ноулз и Ти Хантер - Парикмахер : Кимберли Кимбл - Визажист: Франческа Толо - Участвующий вокал: Алехандро Фернандес (Мексиканский Sony BMG), Bun B (Rap-a-Lot), Jay-Z (Roc-A-Fella/Def Jam), Шакира (Epic Records) и Slim Thug (Star Trak/Geffen Records) |

## Чарты
| Чарт (2006)                           | Наивысшая позиция |
| ------------------------------------- | ----------------- |
| Australian Albums Chart               | 8                 |
| Austrian Albums Chart                 | 13                |
| Belgian Albums Chart (Flanders)       | 7                 |
| Belgian Albums Chart (Wallonia)       | 12                |
| Canadian Albums Chart                 | 3                 |
| Danish Albums Chart                   | 8                 |
| Dutch Albums Chart                    | 5                 |
| European Top 100 Albums               | 3                 |
| Finnish Albums Chart                  | 23                |
| French Albums Chart                   | 12                |
| German Albums Chart                   | 5                 |
| Hungarian Albums Chart                | 22                |
| Irish Albums Chart                    | 3                 |
| Italian Albums Chart                  | 10                |
| Japanese Albums Chart                 | 4                 |
| Mexican Albums Chart                  | 9                 |
| New Zealand Albums Chart              | 8                 |
| Norwegian Albums Chart                | 6                 |
| Polish Albums Chart                   | 33                |
| Portuguese Albums Chart               | 8                 |
| Spanish Albums Chart                  | 5                 |
| Swedish Albums Chart                  | 15                |
| Swiss Albums Chart                    | 2                 |
| UK Albums Chart                       | 3                 |
| U.S. Billboard 200                    | 1                 |
| U.S. Billboard Top R&B/Hip-Hop Albums | 1                 |

| Страна         | Сертификация (порог продаж) |
| -------------- | --------------------------- |
| Австралия      | Платина                     |
| Бельгия        | Золото                      |
| Канада         | Платина                     |
| Дания          | Золото                      |
| Европа         | Платина                     |
| Франция        | Золото                      |
| Germany        | Золото                      |
| Греция         | Золото                      |
| Венгрия        | Золото                      |
| Ирландия       | 3× Платина                  |
| Япония         | Платина                     |
| Мексика        | Золото                      |
| Новая Зеландия | Платина                     |
| Португалия     | Золото                      |
| Румыния        | Золото                      |
| Россия         | 3× Платина                  |
| Испания        | Золото                      |
| Швейцария      | Золото                      |
| Великобритания | Золото                      |
| США            | 3× Платина                  |

## Награды
| Церемония наград                                    | Год  | Песня                              | Награда                                        | Результат |
| --------------------------------------------------- | ---- | ---------------------------------- | ---------------------------------------------- | --------- |
| BET Awards, США                                     | 2007 | „Irreplaceable“                    | Видео Года                                     | Победа    |
| Грэмми                                              | 2006 | »«So Amazing» (со Стивом Вандером) | Лучшее R&B Исполнение Поющего Дуэта или Группы | Победа    |
| Грэмми                                              | 2007 | B’Day                              | Лучший Современный R&B Альбом                  | Победа    |
| Ivor Novello Awards                                 | 2007 | «Beautiful Liar» (с Шакирой)       | Самый Продаваемый Британский Сингл             | Победа    |
| Music of Black Origin Awards, Великобритания (MOBO) | 2006 | «Déjà Vu» (с Jay-Z)                | Лучшая Песня                                   | Победа    |
| Music of Black Origin Awards, Великобритания (MOBO) | 2006 | «Déjà Vu» (с Jay-Z)                | Лучшее Видео                                   | Победа    |
| MTV Music Video Awards                              | 2006 | «Check On It»                      | Video Music Awards за Лучшее R&B Видео         | Победа    |
| MTV Music Video Awards                              | 2007 | «Beautiful Liar» (with Shakira)    | Video Music Awards за Самый Потрясающий Союз   | Победа    |
| Nickelodeon Kids' Choice Awards                     | 2007 | «Irreplaceable»                    | Любимая Песня                                  | Победа    |
| OVMA, Мир                                           | 2007 | «Beautiful Liar» (с Шакирой)       | Лучшая Хореография в Видео                     | Победа    |
| POP Music Awards                                    | 2007 | «Check On It»                      | Самая Исполняемая Песня                        | Победа    |
| Premios Oye, Мексика                                | 2007 | B’Day                              | Международный Альбом Года                      | Победа    |
| Soul Train Music Awards, США                        | 2006 | «Irreplaceable»                    | Лучший Женский R&B/Соул Сингл                  | Победа    |
| Soul Train Music Awards, США                        | 2007 | «Déjà Vu» (с Jay-Z)                | Лучшая Песня                                   | Победа    |
| Soul Train Music Awards, США                        | 2007 | B’Day                              | Лучшая Певица                                  | Победа    |
| World Music Awards, Мир                             | 2006 | Representing: B’Day                | Самая Продаваемая R&B Артистка Мира            | Победа    |

Прогресс и успех наград